# Hexasyllabe
L'hexasyllabe est un vers de six syllabes.

## Usage
En métrique syllabique, l'hexasyllabe (en grec, hex ou hexa – forme non attique = « six ») est un vers de six syllabes, sans césure. Par exemple, chez Ronsard :
Antres, et vous fontaines
— Pierre de Ronsard, Quatriesme Livre des Odes, IV
L'hexasyllabe est surtout employé en hétérométrie,.
Au Moyen Âge, il sert à conclure les laisses,.
Il apparaît souvent dans les strophes à agencement coué ou à clausule, terminées par un vers plus court. Par exemple chez Lamartine :
Ainsi, toujours poussés / vers de nouveaux rivages,

Dans la nuit éternelle / emportés sans retour,

Ne pourrons-nous jamais / sur l’océan des âges

Jeter l’ancre un seul jour ?
— Alphonse de Lamartine, Méditations poétiques, « Le Lac »
Autre exemple en hétérométrie, chez Charles Baudelaire, avec des tétrasyllabes dans le refrain du « Jet d'eau » :
La gerbe épanouie

En mille fleurs,

Où Phœbé réjouie

Met ses couleurs,

Tombe comme une pluie

De larges pleurs.
— Charles Baudelaire, Les Fleurs du mal, « Le Jet d'eau »
En isométrie, il est notamment utilisé dans des poèmes inspirés de la chanson, dans les Odes de Ronsard ou les Odes et ballades de Victor Hugo. Il est alors considéré comme un « sous-multiple » de l'alexandrin, tel un demi-alexandrin, « permettant des échos sonores deux fois plus rapprochés ». Par exemple, chez Paul Verlaine :
Il pleure dans mon cœur

Comme il pleut sur la ville ;

Quelle est cette langueur

Qui pénètre mon cœur ?
— Paul Verlaine, Romances sans paroles, « Ariettes oubliées », III
Ou dans Charmes, où Paul Valéry « multiplie les effets sonores d'une rime plus fréquente » :
– Que portez-vous si haut,

Égales radieuses ?

– Au désir sans défaut

Nos grâces studieuses !
— Paul Valéry, Charmes
Victor Hugo emploie également l'hexasyllabe dans deux strophes des Djinns :
Dieu ! la voix sépulcrale

Des Djinns !... Quel bruit ils font !

Fuyons sous la spirale

De l'escalier profond.

Déjà s'éteint ma lampe,

Et l'ombre de la rampe,

Qui le long du mur rampe,

Monte jusqu'au plafond.
— Victor Hugo, Les Djinns

Et :
De leurs ailes lointaines

Le battement décroît,

Si confus dans les plaines,

Si faible, que l'on croit

Ouïr la sauterelle

Crier d'une voix grêle,

Ou pétiller la grêle

Sur le plomb d'un vieux toit.
— Victor Hugo, Les Djinns
Toujours en isométrie, il est aussi utilisé en distiques dans la poésie de Guillevic. Par exemple, ces vers de Carnac :
Tu n'as pour te couvrir

Que le ciel évasé,

Les nuages sans poids

Que du vent fait changer

Tu rêvais de bien plus,

Tu rêvais plus précis.
— Eugène Guillevic, Carnac
Le rythme de l'hexasyllabe est semblable à celui de l'hémistiche d'alexandrin. 